# 崔泰俊
崔泰俊（韩语： Choi Tae-joon */?，1991年7月7日—），韓國男演員。2001年以電視劇《鋼琴》出道。

## 個人生活
2022年1月22日，與女星朴信惠結婚，同年5月底妻子朴信惠於首爾某醫院生下一子。

## 演出作品

### 電視劇
| 年份   | 電視台 | 劇名                        | 角色               |
| ------ | ------ | --------------------------- | ------------------ |
| 2001年 | SBS    | 鋼琴                        | 李景浩（幼年）     |
| 2002年 | KBS    | 魔法兒童MASURI              | 閔浩秀             |
| 2011年 | JTBC   | Padam Padam                 | 林政               |
| 2012年 | SBS    | 電視劇帝王                  | 吳仁成（客串）     |
| 2012年 | SBS    | 大風水                      | 李芳遠             |
| 2013年 | SBS    | 醜八怪警報                  | 孔賢錫             |
| 2013年 | KBS    | Drama Special－青春期集成曲 | 李易浩             |
| 2014年 | MBC    | 媽媽的庭院                  | 車基俊             |
| 2015年 | SBS    | 看見味道的少女              | 倪尚吉             |
| 2015年 | KBS    | 拜託了，媽媽                | 李亨順             |
| 2016年 | MBC    | 獄中花                      | 成知憲             |
| 2017年 | NAVER  | 109件奇怪的事               | KDI-109            |
| 2017年 | MBC    | Missing9                    | 崔泰浩             |
| 2017年 | SBS    | 奇怪的搭檔                  | 池恩赫             |
| 2018年 | SBS    | EXIT                        | 都江秀             |
| 2018年 | SBS    | 訓南正音                    | 崔俊秀             |
| 2021年 | NAVER  | 所以我和黑粉結婚了          | 侯俊               |
| 2022年 | tvN    | 二十五，二十一              | 鄭浩鎮（客串）     |
| 2022年 | TVING  | Island                      | 姜燦熙（客串）     |
| 2024年 | SBS    | 財閥X刑警                   | 河南秀（特別出演） |
| 2024年 | ENA    | 夜限照相館                  | 崔勳（特別出演）   |
| 2024年 | KBS    | 熨斗家庭                    | 车太雄             |

### 電影
- 2012年：《領跑人（朝鲜语：페이스 메이커 (영화)）》飾演 閔允基
- 2016年：《Cutter（朝鲜语：커터 (영화)）》飾演 世俊
- 2019年：《量子力學（朝鲜语：양자물리학 (영화)）》飾演 金正敏（特別出演）

### MV
- 2013年：Kara《Bye Bye Happy Days!》
- 2017年：Urban Zakapa《那時的我，那時的我們》（與李聖經）

## 綜藝節目
- 2014年12月10日：MBC《黃金漁場 Radio Star》（Ep.358 我最紅特輯）
- 2015年1月18日：SBS《星期天真好－Running Man》（Ep.230 花美男單戀報告書）
- 2015年10月22日：KBS《Happy Together3》（Ep.420 柳真&李尚禹特輯）
- 2016年3月1日－3月10日：MBig TV《花美男Bromance》（與Zico）
- 2016年3月24日：KBS《Happy Together3》（Ep.441 珍貴的朋友們）
- 2016年3月28日：SBS《同床異夢，沒關係沒關係》
- 2016年5月1日：MBC《Section TV 演藝通信》（與《獄中花》劇組）
- 2016年6月18日：KBS《戰鬥旅行》（與鄭俊英、李宗泫）
- 2016年6月18日：O'live（朝鲜语：올'리브）《Tasty Road》（Ep.18）
- 2016年9月5日－2017年9月4日：KBS《大國民脫口秀-你好》
- 2016年10月1日－2017年3月4日：MBC《我們結婚了》（與尹普美）
- 2017年3月26日：SBS《星期天真好－Running Man》（Ep.343 Running Man和6公主）
- 2017年4月15日：tvN《SNL Korea 9》
- 2022年4月8日：tvN《第六感3》EP.4 with 曹世鎬

## 獎項
- 2014年：MBC演技大賞－男子新人賞《媽媽的庭院》
- 2016年：KBS演藝大賞－脫口秀部門男子新人賞《大國民脫口秀-你好》
- 2017年：Asia Artist Awards－演員部門 New Wave 賞
- 2017年：MBC演技大賞－最佳反派角色獎《Missing9》

## 外部連結
- NAVER （页面存档备份，存于）
- 崔泰俊的Instagram帳戶
- 崔泰俊的X（前Twitter）日本官方 （日語）